# Kamienica Pod Złotym Gronem we Wrocławiu
Kamienica Pod Złotym Gronem – zabytkowa kamienica narożna na wrocławskim Rynku, we wschodniej pierzei tretu u wylotu ulicy Sukiennice.

## Historia kamienicy
Pierwsza zabudowa we wschodniej części sukiennic została wzniesiona w XIII wieku i były to komory o konstrukcji drewnianej. Komory te nie były podpiwniczone i miały tylko jedną kondygnację. W kolejnych latach drewniane ściany zastępowano murowanymi a pod komorami budowano piwnice i zakrywano je kolebkowymi sklepieniami. Pierwszy w pełni murowany budynek został wzniesiony w XVI wieku. W 1515 w budynku przy obecnej ulicy Sukiennice 15 otworzono urząd cła, dotychczasowa krajalnia została przeniesiona do Kamienicy Pod Błogosławionym Jakubem. Na początku XVI wieku sukiennice zostały przebudowane, a w 1549 roku wymieniono dach. Budynki miały już dwa piętra i dwukondygnacyjne poddasza. Wschodni wylot Sukiennic, czyli miejsce, gdzie znajdowała się późniejsza kamienica Pod Złotym Gronem, zakończono dwoma ostrołucznymi bramami, nad którym ustawiono krenelaż; w 1574 zostały one pokryte dekoracją malarską. W 1821 roku Sukiennice zostały rozebrane, a kamienice zostały przebudowane w stylu późnoklasycystycznym według projektu Langhansa lub jego kręgu.

## Po 1945
Działania wojenne w 1945 roku nie uszkodziły znacznie budynku, a forma budynku nie została zmieniona. Tak jak przed 1945 rokiem jest to budynek trzykondygnacyjny, trzyosiowy od strony wschodniej, dwuosiowy od strony południowej i pięcioosiowy od strony ulicy Sukiennice. Część parterowa jest boniowana, a w każdej osi znajduje się wysokie okno zakończone dodatkowo boniowanym łukiem. W osi zewnętrznej południowej znajduje się wejście do budynku, w którym przez wiele lat znajdowała się siedziba Muzeum Miejskiego. We wschodniej, środkowej osi nad parterowym oknem znajduje się głowa św. Jana Chrzciciela na misie, na elewacji południowej herb Wrocławia, a od strony północnej rzeźba grona, od którego kamienica nosi swoje miano.